# Гомеозис
Гомеозис — перетворення однієї частини тіла в іншу, яке відбувається через мутації або помилки експресії специфічних генів, що беруть участь у розвитку. У тварин явища гомеозису можуть бути викликані мутаціями в гомеозисних генах, у рослин — мутаціями в генах сімейства MADS-box. Гомеозис зіграв важливу роль в еволюційному поступі комах.
Явищя гомеозиса описані у кільчастих червів, членистоногих, хребетних, вищих рослин.
У комах до явищ гомеозиса відноситься, наприклад, перетворення грудних сегментів в черевні (і навпаки), перетворення гальтеров (дзижчалець) у крила, перетворення антен (вусиків) в ноги. Відомі також випадки перетворення в ноги нижньогубних щупиків. Мутація гена Ultrabithorax призводить до фенотипу, при якому метаторакальний і перший абдомінальний сегменти стають мезоторакальними. Іншим добре вивченим прикладом гомеозисної мутації є мутація Antennapedia: втрата функції нормального алелю викликає розвиток ніг на місці антен.
У ракоподібних описані випадки виникнення антен замість стебельчастих очей в процесі регенерації.
У рослин гомеозис проявляється, наприклад, у перетворенні одних частин квітки в інші (тичинок в пелюстки або пелюсток в чашолистки). У різушки Таля (Arabidopsis thaliana) виявлено ряд гомеозисних мутацій, при спільній дії деяких з них всі частини квітки перетворюються в листя.
Причиною гомеозиса зазвичай служать мутації або зміни експресії селекторних гомеозисних генів, які керуюють специфікацією зовні нерозрізнених зачатків різних органів.